# St. Wenzeslaus (Leinach)
Die römisch-katholische Filialkirche St. Wenzelslaus ist die Dorfkirche von Leinach (Sulzfeld), einem Gemeindeteil von Sulzfeld im unterfränkischen Landkreis Rhön-Grabfeld in Bayern. Das Gebäude gehört zu den Baudenkmälern von Sulzfeld und ist unter der Nummer D-6-73-173-36 in der Bayerischen Denkmalliste registriert. Die dem hl. Wenzel von Böhmen gewidmete Kirche gehört zum Dekanat Rhön-Grabfeld im Bistum Würzburg.

## Geschichte
Die Leinacher Wenzelslauskirche wurde in den Jahren 1676 bis 1682 errichtet und im Jahr 1830 erweitert. Sie hat einen Chorturm und ein flachgedecktes Langhaus. Die Sakristei befindet sich südlich des Turms und wurde im Jahr 1954 ergänzt. Ein Neubau des Langhauses mit Seitenschiff erfolgte in den Jahren 1960/61 nach Plänen des Architekten Erwin van Aaken aus Würzburg.
Der Altar zu Ehren des hl. Wenzel von Böhmen besteht aus Stein und entstand im Jahr 1961. Sakramentshaus, Tabernakel und das bronzene Altarkreuz kamen im Jahr 1963 hinzu sowie der bronzene Ambo im Jahr 1974. Im Chor steht eine Figur der Maria mit Kind. An der Langhausdecke sind Symbole des Christkönigs zu sehen. Die Fenster an der linken Chorwand zeigen den hl. Wenzel und die drei göttlichen Tugenden. Die Orgel stammt aus dem Jahr 1988 und wurde von der Firma Hoffmann und Schindler aus Ostheim vor der Rhön installiert.